# Hyponephele roxane
Hyponephele roxane är en fjärilsart som beskrevs av Felder 1867. Hyponephele roxane ingår i släktet Hyponephele och familjen praktfjärilar. Inga underarter finns listade i Catalogue of Life.